# N-allylaniline
N-allylaniline is een organische verbinding met als brutoformule C9H11N. De stof komt voor als een kleurloze vloeistof.
De verbinding heeft een historisch belang, omdat bij de eerste synthese (in 1879) van chinoline N-allylaniline als uitgangsstof diende.

## Synthese
N-allylaniline kan bereid worden door alkylering van aniline met allylchloride, allylbromide of allyljodide.
Een alternatieve methode is de Ullmann-aminering van allylamine met joodbenzeen.